# メットライフ生命保険
メットライフ生命保険株式会社（メットライフせいめいほけん）は、日本の生命保険会社で、アメリカ合衆国の生命保険会社であるメットライフの日本法人である。

## 概説
日本国内におけるアメリカン・ライフ・インシュアランス・カンパニー（以下、アリコ）の営業は、長らくアリコが日本支社（通称・アリコジャパン）を設けて直接行っていた。2011年4月にアリコがメットライフ傘下になったことを受けて通称を「メットライフアリコ」に変更した。
2012年4月、新たに日本法人となるメットライフアリコ生命保険を設立し、従来のアリコ日本支社が締結した保険契約をすべて日本法人に移している。2014年7月に商号をメットライフ生命保険に、ブランド名を「メットライフ生命」にそれぞれ改めた。
外資系生命保険会社の第1号であり、日本で40年の歴史を有する。販売経路としては、約5,000名のコンサルタント社員、約10,500店の保険代理店、テレビや新聞広告等を媒介とする通信販売、102の銀行や信用金庫等を通じた金融機関による販売の4つにチャネルが分かれている。

## 沿革
- 1954年 - アメリカン・ライフ・インシュアランス・カンパニーが日本支社を開設し、日本在住外国人向営業を開始。
- 1973年 - 日本支社が、日本人向営業を開始。
- 2010年
  - 4月 - 新CIを導入。
  - 11月 - 本社の買収手続完了に伴い、親会社がAIGからメットライフへ変更。
- 2011年4月 - ブランド名を「メットライフ アリコ」（MetLife Alico）に変更。ただし、社名（アメリカン・ライフ・インシュアランス・カンパニー）は維持されている。
- 2012年
  - 4月 - 日本法人・メットライフアリコ生命保険株式会社の営業を開始[1]。
  - 6月 - アメリカン・ライフ・インシュアランス・カンパニー日本支社が保有する全契約をメットライフアリコ生命保険株式会社へ移行。
- 2014年
  - 2月 - 「メットライフ」をグローバル・ブランドとしてさらに展開していくことを目的に、7月1日付で、商号を「メットライフ生命保険株式会社」に、ブランド名を「メットライフ生命」に変更することを発表[2]。
  - 7月1日 - メットライフ生命保険株式会社に商号変更[3]。
- 2016年10月21日 - ブランド戦略の刷新を発表（なお、アメリカ以外での新ブランド戦略の適用は日本が初めてとなる）。青と緑の扇形を組み合わせてメットライフの「M」を形成するシンボルと黒字の「MetLife」及び「メットライフ生命」を組み合わせた新ロゴに、タグラインを「いい明日へ、ともに進んでいく。」にそれぞれ改定。ロゴ改定に伴って全世界で使用してきたスヌーピーやピーナッツキャラクターの活用を段階的に控える（事実上終了）ことも発表された[4]。

## 主力商品
- ドルスマートS（外貨建て終身保険）
- ライフインベスト（変額保険）
- マイ フレキシィ（医療保険）
- ガードネクスト（がん保険）

## 不祥事
- 2005年10月後半、各生命保険会社から相次いで保険金および給付金の不当不払いが発表され、同年10月31日、同社においても32件（内保険金3件）、金額にして7764万円（内保険金7000万円）の不払いがあったことが発表される[5]。

- 2007年に入ると、生命保険業界で不当不払い問題が新たに発覚し始めたため、同年2月1日に金融庁が日本の全生命保険会社（38社）に対して、2001年～2005年の5年間における不払いの実態調査を命令。同社は同年4月13日に調査結果を発表した。これによると、合計で8,516件、金額にして7億3,400万円が新たに不当不払いに該当していたことが判明した。なお、この調査結果は調査期日に間に合わせた中途結果であるので、この数値は確定的なものではない[6]。

- 2009年7月23日、同社は最大11万件の顧客情報が外部に流出した可能性がある事を発表した。顧客が所持しているクレジットカードの不正使用があったという報告があったため、クレジットカード会社が同年7月14日に同社に調査を申し出たところ、この問題が明らかになった。不正使用の照会は約1,000件を超え、1ヶ月で4,228件の不正利用が発覚[7][8][9][10][11]、お詫びCMの放映に発展した。

- 2009年8月16日、東京国税局から2008年度3月期までの3年間の間に3百数億円の申告漏れが指摘され、178億円の追徴課税が科せられることが分かった。アリコ側としては、異議申し立てを検討と報じられた[12]。

## 広告・宣伝

### テレビCM

#### 大量出稿
損害保険業の保険料自由化などの規制緩和が起きた1998年以降、AIGグループのアメリカンホームダイレクトなどが実施し始めた30秒～60秒程度のインフォマーシャル形式のテレビ・ラジオのスポットCMの大量出稿を開始した。
2000年代以降は主婦層の主要視聴時間である9時00分 - 19時00分（いわゆるソープオペラの時間帯）の番組提供としてCMを集中的に放映していた。ターゲットマーケティング手法を用いて購買層を細分化した生命保険商品の開発と、ワイドショーや報道番組風の構成で保険の特徴を宣伝する90秒CMによって認知度を上げ契約数を急増させた。売上高の最大2割程度を広告宣伝費に投じて、トヨタ自動車や資生堂と肩を並べるCM出稿量を誇り、キャラクターの城ヶ崎祐子は一時CM露出時間日本一になった。
マーケットリサーチのため、多数のフリーダイヤル番号を並行使用している。CMキャラクターは四半期毎に見直され、獲得成績の低い者は次々入れ替えられる事と相俟って、企業イメージが一定しない嫌いがある。
同社の戦略に倣い、当初は自動車保険のCMだけを行っていたアメリカンホームダイレクトも第三分野保険のCMをアリコと並行してTVCM出稿をしていた。
2018年以降はテレビCMの放映は行われていない。

#### テレビ番組の提供
テレビ番組で60秒以上のCMを流すときには、提供クレジットで企業名が読まれるのが普通であるが、アリコジャパンの場合、2005年1月から2006年12月までは社名が読まれずに「ご覧のスポンサーの提供でお送りします（しました）」及び「ご覧のスポンサーが〜」という省略形になっていた。例外として、テレビ朝日の『報道ステーション』では30秒の提供でも読まれていた（原則として30秒でも全社読み上げあり）。その後、2006年の年末期（主に11月・12月）には、一部放送局の番組を除いて社名が読まれることもあり、2007年1月からは、また社名が読まれるようになった。
とはいえ、90秒の場合に、キャッチコピー「ほっと安心な保険」と言うことはないが、朝日放送（現：朝日放送テレビ）の『新婚さんいらっしゃい!』の場合は30秒であるにもかかわらず、「いいないいなのアリコジャパン」と言ったことがある。2006年1月から、サウンドロゴをリニューアルし、イメージキャラクター「アリ子」が登場する。また、平日日中、夕方のニュース、情報番組を中心に、同じ外資系会社のP&Gと共にセットで番組提供をする場合が多かった。2018年をもって、テレビCMの放映が終了しており、番組提供も行っていない。
地方局ではスポット枠でも数多く流されていた。
中にはフリーキャスターが出演する情報番組風なCMのパターンがあるが、あまりにもリアルに出来ているため紛らわしいという苦情も出ている。「※これはアリコのコマーシャルです」という断り書きのスーパーを出すCMも存在し、現在でも断り書きが入っているCMが放送されている。
上記経緯にもあるとおり、2011年4月より「メットライフ アリコ」に変更することに伴い、メットライフ側のイメージキャラクターであるスヌーピーが2010年秋からCMに登場しており、2013年4月1日から2015年9月28日まで、一社提供ミニ番組『Happiness is…』がフジテレビで放送されていた。冒頭ではチャーリー・ブラウンとスヌーピーが乗る飛行船が登場していた。
前述のブランド戦略刷新に伴って、2016年10月をもってCMでのスヌーピーの起用を終了し、以降はCMの冒頭（スライドアニメーションあり）と最後に社名ロゴを表示するのみに改められた。

#### 過去のCM出演者
- 西秋愛菜
- 大和田伸也
- 小森谷徹
- 寺脇康文
- 岩田まこ都
- 高松知美
- 城ヶ崎祐子
- 伊藤聡子
- 高橋ジョージ・三船美佳夫妻
- 中澤佑二
- 稲垣吾郎
- 久保純子
- 黒谷友香
- 夏木マリ
- 渡辺篤史
- 豊原功補
- 清水ミチコ - 60秒（一部のCMとの併用）バージョンでのCMになると、サウンドロゴを2度流すことに。
- 佐藤弘道
- 加山雄三
- 平泉成
- ラサール石井
- 木佐彩子 - 城ヶ崎のフジテレビ時代の後輩という縁から、TVCMに出演していた。
- 戸田恵子
- 江口ともみ
- 及川光博
- 草刈正雄
- 魚住りえ
- ビビる大木
- 地井武男
- 朝岡聡
- 薬丸裕英 - 単独出演の他、妻の石川秀美との共演CMも放送された。
- 川幡由佳
- 太田真希
- 宮川俊二
- 川原みなみ
- 坂信一郎 - ラサール石井マラソン編の実況アナ。
- 斎藤英津子
- 鈴木史朗
- 雪野智世
- 松本梨香 - ポケモンと出演。
- 青木和代
- 郷里大輔 - ナレーションを担当。
- 内海賢二 - ナレーションを担当。
- 伊藤初雄
- 柴田かよこ
- 荒木保夫
- サスケ - 双子デュオの方。カツとタカの名前で出演。また、MBSラジオの「ありがとう浜村淳です」では、浜村淳本人による生CMが流された。
- 宮田佳代子
- 長田奈麻
- 青島健太
- 里見浩太朗
- あおい輝彦
- 高橋元太郎
- 志村けん - 高木ブーとの共演もあり。
- 高木ブー - 志村けんと共演。
- 田丸美寿々
- 岡田眞澄
- 阿部寛
- 山本文郎
- 宮川大助・花子
- 愛川欽也
- うつみ宮土理
- マーフィー岡田
- 中村ゆう子
- 小林あずさ
- 天海祐希
- 平泉成
- 佐藤弥生
- 坂口憲二
- 青山倫子
- 宮崎瑠依
- 加藤仁志
- 西島まどか
- 山口奈々 - ナレーションを担当。

### イメージキャラクター

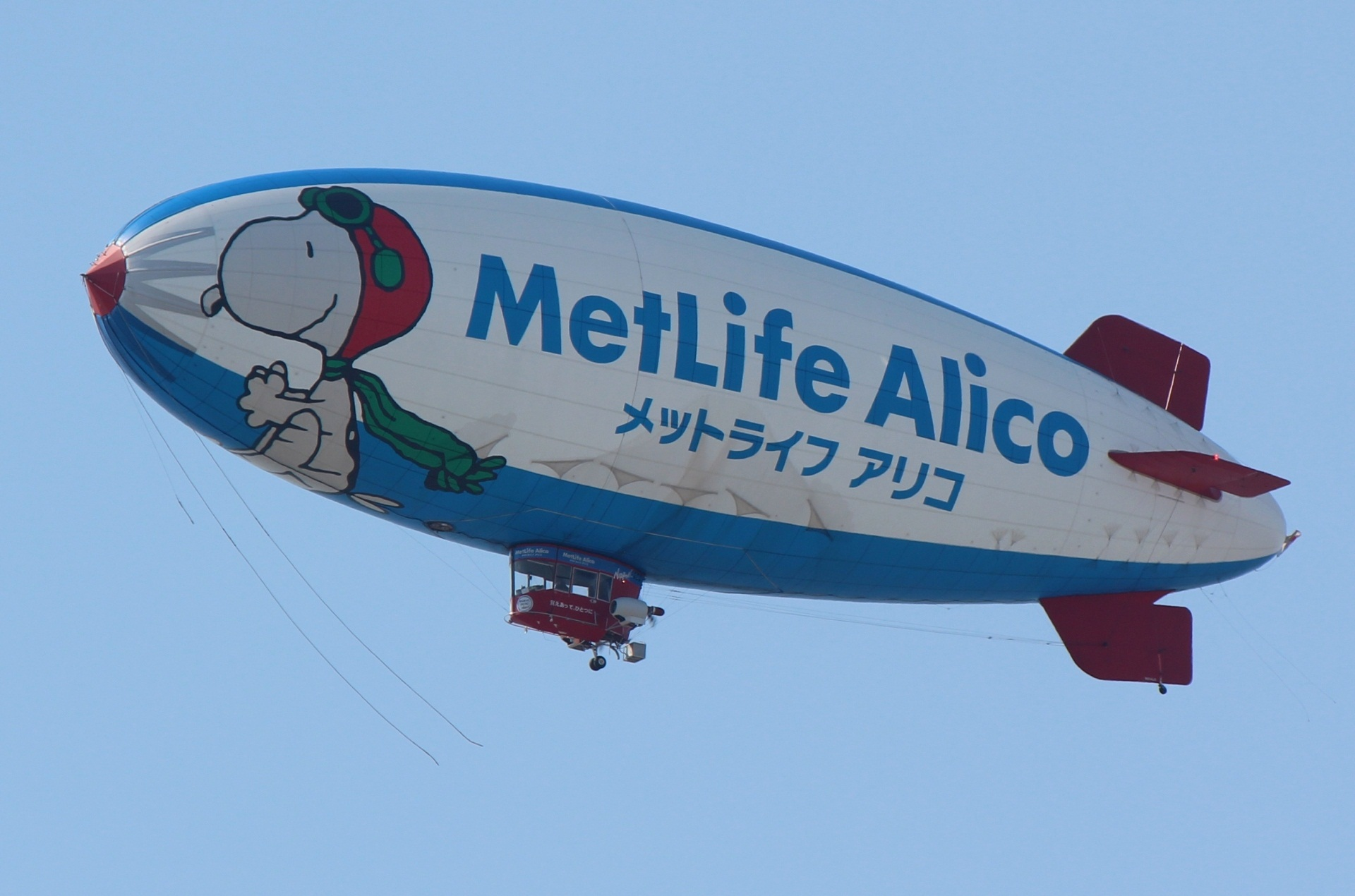
広告表示を行った飛行船の「スヌーピーJ号」

- 『ピーナッツ』キャラクター（チャーリー・ブラウン、スヌーピーなど）
  - メットライフの過去のイメージキャラクター（2016年秋まで）。チャーリー・ブラウンとスヌーピー以外のキャラクターも不定期、もしくは商品別で出演あり。
  - CMアイキャッチの静止画には必ずメットライフアリコのロゴタイプの左にスヌーピーが立っていたり、主人公・チャーリーよりもスヌーピーの方がCM本編での露出が（企業イメージCM含め）若干多かった。そのため、実質的なイメージキャラクターはスヌーピーであるとされていた。前述の『Happiness is…』にも登場していた。

### 飛行船
アメリカン・ブリンプ社のA-60飛行船（機体記号：N614LG・N620LG）を「スヌーピーJ号」として運航していたが、2016年末の運航をもって活動を終了した。